# Serve & Volley (videogioco)
Serve & Volley è un videogioco di tennis sviluppato dalla canadese Artech Digital Entertainments e pubblicato nel 1988 per Apple IIGS, Commodore 64 e MS-DOS dalla Accolade. L'edizione europea per Commodore 64, in licenza alla Electronic Arts, usa il titolo Serve and Volley in copertina. È caratterizzato da un controllo complesso dei colpi, mentre lo spostamento dei tennisti è semiautomatico. Fu l'unico gioco di tennis commercializzato per l'Apple IIGS.

## Modalità di gioco
Viene simulato il singolare maschile, contro il computer o tra due giocatori. Si può giocare un singolo match oppure un torneo a eliminazione diretta ai quarti. Tra le varie opzioni ci sono la superficie di cemento, erba o terra, tre diverse ambientazioni di sfondo, e tre livelli di difficoltà. I tennisti, personalizzabili o selezionabili da una rosa predefinita, sono caratterizzati da tre coppie di statistiche inversamente proporzionali: velocità/resistenza, dritto/rovescio e potenza/precisione. L'abilità dei tennisti migliora anche con la pratica e nelle versioni su disco i progressi vengono salvati.
In partita, il campo viene mostrato in prospettiva tridimensionale fissa dal lato più lungo. Il giocatore può impostare tipo e direzione del prossimo colpo e in quale zona del campo il tennista dovrà posizionarsi subito dopo, tramite una finestra di controllo che appare all'occorrenza sopra la propria metà campo. La finestra viene utilizzata in modo simile sia quando si è alla battuta, sia durante gli scambi, e viene mostrata anche la finestra del tennista controllato dal computer. Questo è l'unico sistema di interazione; nel frattempo i tennisti corrono automaticamente a ricevere la palla.
Per prima cosa nella finestra appare una piccola mappa della metà campo avversaria e muovendo un cursore si imposta la zona verso la quale mirare. Nel frattempo una barra di regolazione che sale velocemente permette di scegliere il tipo di colpo, premendo il pulsante/tasto di fuoco quando la barra passa davanti alle rispettive lettere. In battuta si può selezionare tiro piatto (default), con effetto laterale o con topspin; in ricezione dritto/rovescio (default), pallonetto o volata/schiacciata. Fatto questo, un'altra barra discende e il giocatore definisce l'accuratezza del tiro fermandola più vicino possibile a un'apposita tacca. Infine appare una piccola mappa della propria metà campo e muovendo un cursore si imposta la zona dove dirigere il tennista prima del colpo avversario, cercando di prevedere dove l'altro mirerà. Nella finestra appare sempre anche una barra della stanchezza che influisce su tutte le prestazioni.
Nelle versioni su disco si può salvare la partita, anche nel corso di un match.